# Eberhard Westhofen
Eberhard Westhofen (* 1820; † 1892) war ein deutscher Architekt und Baubeamter, er wirkte als Landbaumeister in Köln bis 1847 und anschließend als Stadtbaumeister in Düsseldorf.

## Leben
Im November 1850 heiratete er Johanna geborene von Thenen und bezog eine Wohnung an der Bolkerstraße. 1854 zog er an die Wasserstraße am Schwanenspiegel. Im Jahr 1888 ging Westhofen den Ruhestand und erhielt den preußischen Roten Adlerorden IV. Klasse. Zuletzt wohnhaft im Haus Friedrichsplatz 2, starb Eberhard Westhofen im Jahr 1892.

## Bauten (Auswahl)

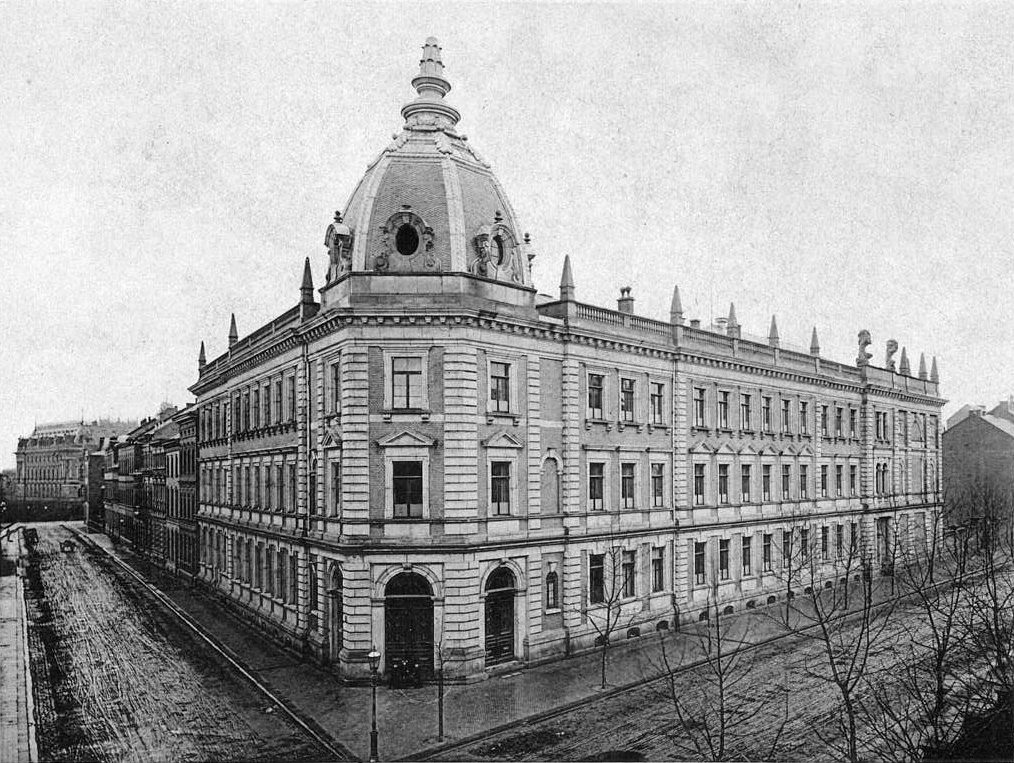
Höhere Bürgerschule an der Ecke Fürstenwall / Florastraße, 1888

- 1863: (Alte) Tonhalle in Düsseldorf
- 1866: Städtisches Lagerhaus Reuterkaserne 1 in Düsseldoerf[5]
- 1874: Städtisches Schlachthaus auf der Golzheimer Insel in Düsseldorf
- 1875: Leichenhaus auf dem Golzheimer Friedhof im Düsseldorf (im Zweiten Weltkrieg zerstört)
- ab 1879: Departemental-Irrenanstalt in Düsseldorf
- 1883: Kunstgewerbeschule in Düsseldorf, Burgplatz
- 1883: Neues Portal am Schlossturm in Düsseldorf
- 1883: Kapelle auf dem Nordfriedhof in Düsseldorf
- 1884: Neues Rathaus in Düsseldorf
- 1888: Höhere Bürgerschule (Oberrealschule) in Düsseldorf, Fürstenwall 100[6]